# Рудольфио
«Рудо́льфио» — советский художественный короткометражный чёрно-белый фильм, снятый режиссёром Динарой Асановой на киностудии «Ленфильм» по одноимённому рассказу Валентина Распутина в 1969 году. Фильм является дипломной работой Динары Асановой.

## Сюжет
В соседних домах живут девятиклассница Ио и взрослый серьёзный человек по имени Рудольф. По утрам они встречаются в автобусе и едут каждый по своим делам.
В один из дней девочка подошла к Рудольфу и дружески поздоровалась с ним, сославшись на их близкое соседство. Встречи продолжались и становились всё более частыми. Ио использовала любую возможность увидеть или услышать нового знакомого — звонила по телефону, заходила в гости, — и всякий раз это было неожиданным для ничего не подозревавшего Рудольфа. Сложив их редкие имена, она получила забавное — «Рудольфио», одно на двоих, соглашаясь отзываться только на него.
Рудольф мягко, но настойчиво давал понять, что поведение Ио эгоистично и она напрасно пытается навязать ему свои фантазии. Ему не хотелось компрометировать жизнь своей и её семей двусмысленностью происходящего.
Развязка наступила после вмешательства матери, запретившей дочери свидания. Ио была вынуждена уступить и молча повиновалась. Увидевшись в последний раз, Рудольф и Ио расстались, чтобы жить каждому своей — самостоятельной жизнью.

## В ролях
- Елена Наумкина — Ио
- Юрий Визбор — Рудольф
- Инга Будкевич — мать Ио
- Евгения Уралова — жена Рудольфа
- Виктор Шульгин — капитан-лейтенант

## Съёмочная группа
- Автор сценария и режиссёр-постановщик: Динара Асанова
- Оператор-постановщик: Николай Покопцев
- Композитор: Евгений Крылатов
- Художник-постановщик: Андрей Вагин